# Rue Fourcroy (Nantes)
Pour les articles homonymes, voir Rue Fourcroy.
La rue Fourcroy est une voie de la ville de Nantes, dans le département français de la Loire-Atlantique.

## Situation et accès
Située dans le centre-ville de Nantes, la rue Fourcroy relie le quai de la Fosse à la rue de l'Héronnière. Elle est bitumée et ouverte à la circulation automobile.

## Origine du nom
Elle rend hommage au chimiste Antoine-François Fourcroy (1755-1809).

## Historique
La rue porte son nom actuel depuis le 27 octobre 1837.
Jusqu'à la reconstruction du quartier au lendemain de la Seconde Guerre mondiale, la rue du Chêne-d'Aron débouchait sur la rue Foucroy, tout en desservant au passage la rue Lévêque. Le percement de la rue Maréchal-de-Lattre-de-Tassigny, a fait disparaître cette configuration.